# Stia
Stia é uma comuna italiana da região da Toscana, província de Arezzo. Estende-se por uma área de 63 km² e em 2010 tinha 2 954 habitantes (densidade: 46,9 hab./km²). Faz fronteira com Londa (FI), Pratovecchio, San Godenzo (FI), Santa Sofia (FC).